# フレイザー・キャンベル
フレイザー・キャンベル（Fraizer Campbell, 1987年9月13日 - ）は、イングランドのハダースフィールド出身のサッカー選手。ハダースフィールド・タウンFC所属。ポジションはフォワード。

## 経歴

### クラブ
マンチェスター・ユナイテッドFCのユースアカデミー出身で、2006-07シーズンにトップチームに昇格した。2006-07シーズンにレンタルで加入したベルギーのロイヤル・アントワープFCでは公式戦38試合に出場して24ゴールを記録した。また、ハル・シティAFCとトッテナム・ホットスパーFCでもレンタル移籍でプレーしており、それぞれ37試合で15ゴール、22試合で3ゴールを記録した。
2009-10シーズン前、移籍金350万ポンドでサンダーランドAFCに移籍。2シーズン目は2度に渡り前十字靭帯を損傷し、出場機会が激減した。
2013年1月に3年半の契約でカーディフ・シティFCに移籍。2014年7月、クリスタル・パレスFCに移籍。
2017年7月、古巣ハル・シティAFCに2年契約で復帰。2019年8月、ハダースフィールド・タウンFCに移籍。

### 代表
ユース代表では U-16からU-21までのイングランド代表歴がある。2012年2月のオランダ代表戦でフル代表初キャップを獲得した。

## 所属クラブ
- マンチェスター・ユナイテッドFC 2006-2009

→ ロイヤル・アントワープFC (loan) 2006-2007
→ ハル・シティAFC (loan) 2007-2008
→ トッテナム・ホットスパーFC (loan) 2008-2009
- サンダーランドAFC 2009-2013.1
- カーディフ・シティFC 2013.1-2014
- クリスタル・パレスFC 2014-2017
- ハル・シティAFC 2017-2019
- ハダースフィールド・タウンFC 2019-